# HR 2554
A Carinae
Cet article concerne A Carinae (avec un A minuscule). Pour a Carinae (avec un A minuscule), voir V357 Carinae. Pour α (Alpha) Carinae, voir Canopus.
Désignations
HR 2554, également désignée V415 Carinae ou A Carinae, est une étoile binaire de quatrième magnitude de la constellation australe de la Carène. Il s'agit d'une binaire à éclipses dont l'étoile primaire est une géante lumineuse jaune et dont l'étoile secondaire est une étoile blanche de la séquence principale. Le système est distant d'environ 182 pc (∼594 al) de la Terre et il s'éloigne du Système solaire à une vitesse radiale de +26 km/s.

## Propriétés
HR 2554 est une binaire à éclipses de type Algol dont la magnitude apparente varie autour de 4,39 avec une amplitude de 0,06 et avec une période de 195 jours. Le système est une binaire de type Zeta Aurigae, où la composante la plus chaude, de type A, est éclipsée par l'atmosphère stellaire étendue de la composante plus froide, de type G.
HR 2554 est également une binaire spectroscopique qui orbite selon une période de 195 jours, ce qui correspond à la période de variation, et selon une excentricité négligeable.

### HR 2554 A
L'étoile primaire du système, désignée HR 2554 A, est classée comme une géante lumineuse jaune de type spectral G6 II. Sa masse est 3,14 fois supérieure à celle du Soleil et son rayon est environ 31 fois plus grand que le rayon solaire. L'étoile est 537 fois plus lumineuse que le Soleil et sa température de surface est de 4 981 K.

### HR 2554 B
La composante secondaire, HR 2554 B, est une étoile blanche de la séquence principale de type spectral A1 V qui est environ trois magnitudes plus faible que l'étoile primaire. Sa masse est 1,98 fois supérieure à celle du Soleil et son rayon est environ 1,9 fois plus grand que le rayon solaire. L'étoile est 25 fois plus lumineuse que le Soleil et sa température de surface est de 9 388 K.